# Mitra Farazandeh
Mitra Farazandeh (Talesh, Gilan, 1976) és una artista i activista iraniana.
Es tracta d'una artista, resident a Talesh, un petit llogaret de la regió de Gilan, al nord de l'Iran, que defensa la visibilització del desig sexual de les dones discapacitades en una societat conservadora com la iraniana, pel que fa a l'expressió de determinades formes de sexualitat, que són considerades com a tabú per aquesta societat. Farazandeh descriu la seva pròpia experiència i les frustracions que comporta viure amb discapacitats físiques. Com a artista es guanya la vida amb la venda de les obres d'art creades per ella mateixa.
Mitra Farazandeh es troba dins de la llista de les dones més inspiradores i influents de tot el món, durant l'any 2018, que ha elaborat la BBC.